# Cytherea farinosa
Cytherea farinosa är en tvåvingeart som först beskrevs av Friedrich Hermann Loew 1873.  Cytherea farinosa ingår i släktet Cytherea och familjen svävflugor. Inga underarter finns listade i Catalogue of Life.